# Manjar

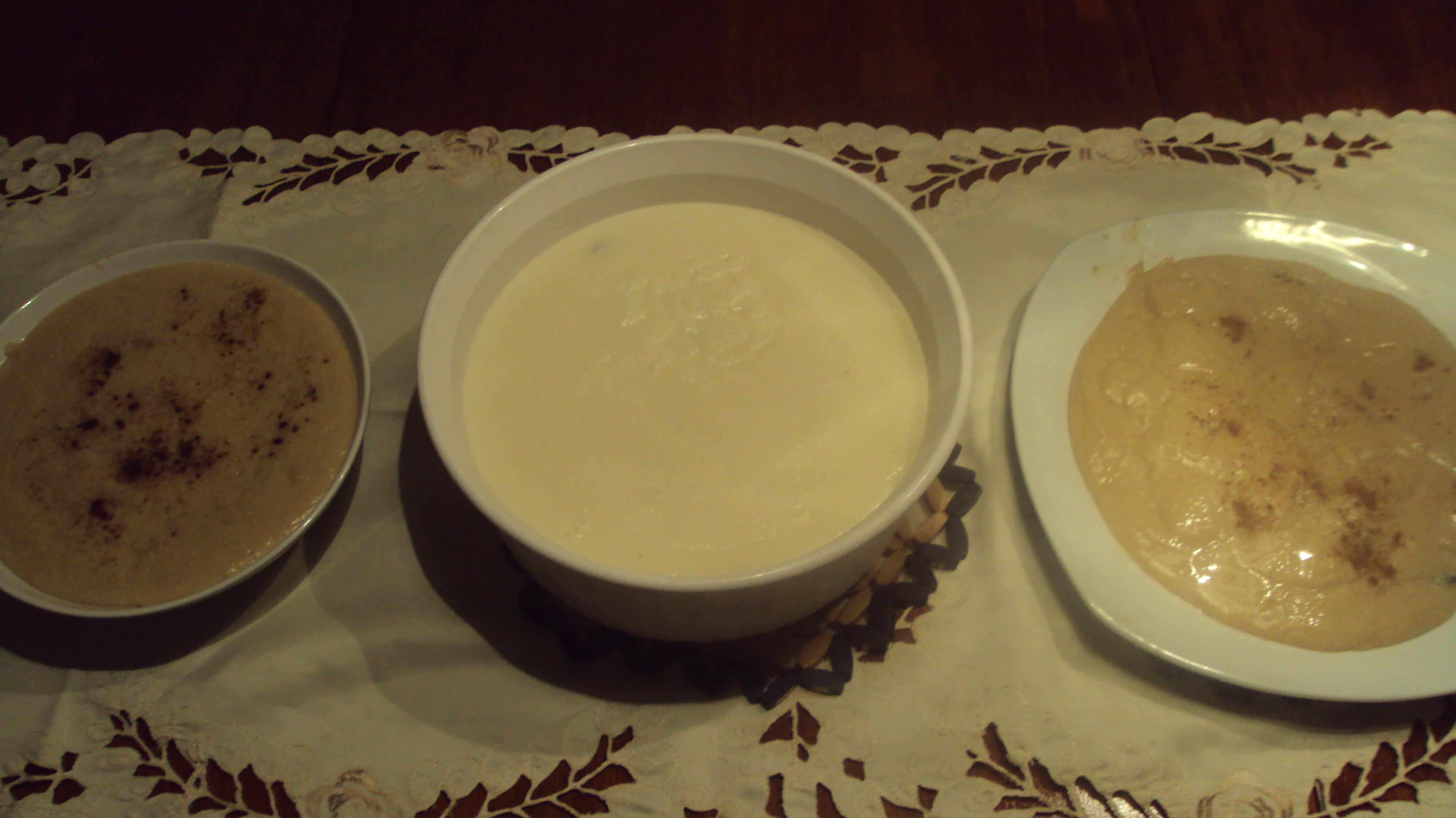
Au centre, bol de Manjar Blanco.

Manjar est un terme utilisé en Bolivie, au Pérou, au Chili, en Colombie. Il s'agit d'une crème traditionnellement préparée en cuisant lentement du lait, du sucre, de la vanille, de l'acide citrique et de la cannelle (en Bolivie on ajoute du riz). On utilise généralement un bain-marie pour éviter que le mélange ne fonde, ce qui en changerait le goût, qui est celui d'une crème sucrée.
Si le manjar blanco peut se manger avec du pain, on l'utilise généralement aussi dans la composition de pâtisseries (par exemple les biscuits tels que les alfajores). En Colombie, le manjar blanco ou natilla se déguste à Noël (avec des buñuelos).